# جيرمين كونينغهام
جيرمين كونينغهام (بالإنجليزية: Jermaine Cunningham)‏ هو لاعب كرة قدم أمريكية أمريكي، ولد في 24 أبريل 1988 في ذا برونكس في الولايات المتحدة.

## وصلات خارجية
- جيرمين كونينغهام على موقع مرجع كرة القدم المحترفة.كوم (الإنجليزية)